# Rio Brăneasa (Florişoru)
O Rio Brăneasa é um rio da Romênia afluente do Rio Florişoru, localizado no distrito de Olt.
O nome do rio é de origem Dácio, do indo-europeu *qua, "água".